# Luca Banchi
Luca Banchi, né le 1er août 1965, à Grosseto, en Italie, est un entraîneur italien de basket-ball.

## Carrière
En juillet 2018, Banchi devient l'entraîneur de l'AEK Athènes.
En novembre 2022, Lassi Tuovi quitte son poste d'entraîneur de la SIG Strasbourg « d'un commun accord » après un très mauvais début de saison et est remplacé par Banchi.
Lors de la coupe du monde 2023, l'équipe de Lettonie, entraînée par Banchi, réalise un très bon parcours et finit à la 5e place. Banchi est nommé meilleur entraîneur de la compétition. Peu après la coupe du monde, la Virtus Bologne limoge son entraîneur Sergio Scariolo et le remplace par Banchi lequel signe un contrat sur deux saisons,,.
En décembre 2024, Banchi démissionne de son poste d'entraîneur de la Virtus après un très mauvais début de saison en Euroligue (2 victoires pour 11 défaites). En janvier 2025, il rejoint l'Anadolu Efes, club turc évoluant aussi en Euroligue. Il n'est pas conservé par l'Efes à la fin de la saison.

## Palmarès
- 3e des Jeux méditerranéens 2001
- Champion d'Italie 2013, 2014
- Coupe d'Italie 2013